# Fredrika Bremer
Fredrika Bremer, švedska pisateljica in feministična reformatorka, * 17. avgust 1801, Åbo, Finska, † 31. december 1865, Årsta pri Stockholmu, Švedska.

## Življenje
Rodila se je v kraju Piikkiö pri Turkuju (švedsko Åbo) v švedsko govoreči družini na Finskem. S tremi leti se je z očetom Carlom Fredricom in mamo Birgitte Charlotte preselila v Stockholm. Študirala je francoščino, angleščino in nemščino, imela je zasebne učitelje. S pisanjem francoske poezije je pričela z osmimi leti. Njen urnik je bil naporen, pomanjkanje svobode je vodilo v frustracije in uporništvo. Zaželela si je kariere, s katero bi lahko prispevala kaj dobrega svetu. Zašla je v depresijo. Zaposlila se je v eni izmed stockholmskih bolnišnic, a ji je načrte prekrižala sestra. Leta 1828 je začela pisati in iskati založnike. Njene Skice vsakdanjega življenja, ki so izhajale anonimno, so požele velik uspeh. Švedska akademija ji je 1. januarja 1831 podelila zlato medaljo. Uspeh in želja po pisanju sta jo vodila do študija književnosti in filozofije. 1831. leta je pričela z zasebnim poukom pri ravnatelju šole v Kristianstadu, ki se je želel z njo poročiti, vendar do tega ni prišlo. Zanimala se je za sodobno politično življenje in družbene reforme na področju enakosti spolov in socialnega dela. Bila je liberalka, naklonjena socialnim vprašanjem in delavskemu gibanju. 

### Potovanje
Veliko je potovala po ZDA. Da bi preučevala vplive demokratičnih institucij na družbo, predvsem na ženske, je obiskala Boston in Novo Anglijo. Tam je spoznala Emersona, Longfellowa, Lowella, Hawthorna in Irvinga. Na jugu je preučila razmere temnopoltih sužnjev, na Srednjem zahodu pa je spoznala skandinavske skupnosti in Indijance. V Evropo se je vrnila leta 1851.

### Aktivizem
Ob vrnitvi na Švedsko je pritegnila ženske iz srednjega in višjega razreda v socialno delo. Soustanovila je Stockholmsko žensko društvo za varstvo otrok, 
da bi pomagala sirotam, žrtvam izbruha kolere leta 1853.

## Delo

### Literarna zapuščina
V romanih je popisovala romantiko družinskega življenja, s pozornostjo na njegov ženski del in otroštvo. Njena priljubljenost je v tujini kulminirala med letoma 1840 in 1850, ob koncu stoletja pa je zbledela.

### Hertha
Roman Hertha (1856) je njeno najvplivnejše delo, podnaslovila ga je Skica iz resničnega življenja. Gre za temačen roman o ženski nesvobodi, ki je 1858 sprožil razpravo v parlamentu o višji izobrazbi žensk. Debata je spodbudila feministično gibanje na Švedskem. Leta 1861 je država ustanovila Univerzo za ženske učiteljice.

## Fredrika Bremer in Slovenci
Fredrika Bremer je odločilno vplivala na nastanek slovenskega družinskega romana Beatin dnevnik Luize Pesjak leta 1878 (Perenič 2006 in 2019), omenjali in prevajali pa je v slovenskem prostoru niso. 